# Podismopsis squamopennis
Podismopsis squamopennis is een rechtvleugelig insect uit de familie veldsprinkhanen (Acrididae). De wetenschappelijke naam van deze soort is voor het eerst geldig gepubliceerd in 2011 door Lu, Wang & Ren.